# Shoegazing Kids
Shoegazing Kids es el segundo álbum de estudio de la banda francesa Stuck in the Sound. Lanzado el 26 de enero de 2009 a través de Discograph Records, el álbum fue lanzado tanto como CD y descarga digital, en su país de origen de Francia, pero exclusivamente como descarga digital en un número limitado de otros países.
Las canciones del álbum fueron grabadas en el mismo estudio y el disco fue mezclado en Nueva York por el productor Nick Sansano y masterizado por Ted Jensen. El disco contiene una mezcla de géneros indie rock y shoegaze, y la canción «Ouais» fue en particular aclamada por su estilo Britpop. El álbum presentó la primera pista instrumental, ha sido descrito como más ambicioso y experimental que el esfuerzo anterior de Stuck in the Sound, Nevermind the Living Dead.
En Francia, el álbum vendió más de 10.000 copias en sus primeros tres meses y alcanzó una posición máxima de #69 en Syndicat National de l'Édition Phonographique. Solo se lanzaron dos singles del disco; «Ouais» fue en diciembre de 2008 y «Shoot Shoot» en junio de 2009. El álbum fue acompañado por una gira europea y después de su lanzamiento la banda hizo una serie de apariciones en festivales. Tras su lanzamiento, el álbum recibió críticas positivas y fue descrito por un crítico como «realmente emocionante», aunque también fue criticado por confiar demasiado en sus influencias, y fue calificado como desagradable por un revisor.

## Antecedentes y grabación
Stuck in the Sound escribió las canciones de Shoegazing Kids en su país natal Francia antes de viajar a Nueva York en 2008 para trabajar con el productor estadounidense Nick Sansano. La banda se sintió efusiva y alabanzaron a Sansano, diciendo que "hemos llegado con una imagen o un color para cada pista y Nick retranscrito nuestras ideas perfectamente, añadiendo su propio toque personal en el camino".
La banda misma sintió que gracias al hecho de que habían trabajado juntos en un estudio para producir el álbum, las pistas de Shoegazing Kids eran más coherentes que las de su disco anterior. Arno Bordas explicó: "Todas las canciones fueron grabadas en el mismo lugar, escritas más o menos alrededor del mismo período y mezcladas por la misma persona, así que hay una verdadera unidad de tiempo y lugar". El disco fue masterizado por el ganador del Premio Grammy Ted Jensen.

## Estilo musical
El primer álbum lanzado comercialmente, Nevermind the Living Dead, fue (de acuerdo con la banda) "mostrar lo que podríamos hacer".
Por el contrario, Shoegazing Kids ha sido descrito como un disco más sutil, ambicioso y experimental. El álbum contiene referencias a una serie de géneros musicales, incluyendo indie rock, shoegazing y pop rock.
El portada muestra a una chica con una playera con el logo de la banda que mira fijamente sus zapatos delante de un fondo azul, este fue diseñado para reflejar el tema del álbum.
Arno Bordas describió el disco como "una especie de tono azulado persistente... hasta el final". El cantante José Reís Fontão dijo que la banda "apostó todo por la emoción en este álbum, por la forma en que se entregan las canciones". La primera pista, "Zapruder", es un tema instrumental, el primero lanzado por la banda. El estilo indie rock de Shoegazing Kids obtuvo comparaciones con bandas como The Pixies, The Smiths y Nirvana y las voces de Fontão en el álbum se asemejaron a las del líder de Muse Matt Bellamy. A pesar de que la banda es de Francia, las canciones del álbum están totalmente cantadas en inglés, para permitir que los significados de las letras sean más abstractos.

## Lanzamiento
El álbum fue lanzado en la discográfica Discograph de París el 26 de enero de 2009. En el país natal de la banda de Francia, el álbum fue lanzado como un disco compacto, un LP y como una descarga digital. El álbum también se lanzó como una descarga en todo el mundo en iTunes y otros servicios de descarga. Shoegazing Kids fue el primer álbum del grupo en colocarse en la lista de álbumes franceses, alcanzando una posición máxima de #69 en la semana de su lanzamiento y permanecer en las listas durante seis semanas. El álbum fue el disco más vendido de Stuck in the Sound hasta la fecha, vendiendo más de 10.000 copias en Francia en los primeros tres meses después de su lanzamiento.
Se lanzaron dos temas del álbum como sencillos "Ouais" fue lanzado el 1 de diciembre de 2008, más de un mes antes del lanzamiento del álbum en sí, y "Shoot Shoot" fue lanzado el 29 de junio de 2009. "Ouais" fueron nominados para ganar un airplay, pero ambos sencillos no lograron clasificar. El lanzamiento del disco fue acompañado por una gira por Europa, que comenzó el 23 de enero de 2009 e incluyó una serie de fechas en Francia y la vecina Alemania. La banda también apareció en varios festivales de música durante el verano de 2009, incluyendo Francofolies y Solidays.

## Recepción
Shoegazing Kids fue generalmente bien recibido por los críticos que elogiaron la energía y la capacidad de la banda. En su reseña del álbum, Iain WhiteTapes elogió la "habilidad técnica extrema" de la banda, y llamó al álbum un "viaje fascinante por historias de relaciones fallidas, romances fugaces y largas noches en bares de París". Otro crítico también elogió el álbum, llamándolo "buen pop que es para todo el mundo, tanto terriblemente accesible y realmente emocionante". Thomas Lhuillery, de Rock'n'France, aplaudió los "chirridos pegadizos y los riffs intoxicantes" del disco, y calificó la canción "Ouais" como "una ilustración perfecta del frenético Britpop de la banda". En su reseña, Rita Carvalho de Fluctuat elogió el trabajo de guitarra en "Dirty Waterfalls", comparándolo con el estilo del guitarrista de The Cribs Johnny Marr. También comentó positivamente sobre el arpegio en "Teen Tale" y "Playback A.L.". El revisor de Soundmag complementó la "explosión de energía" de los dos sencillos, y llamó al álbum un "colorido ramo de melodías finas". Marine Bienvenot describió la canción "I Love You Dark" como una "joya del pop", y afirmó que la banda había tenido éxito en su combinación de pop power melódico y guitarras de rock, y que esto fue ayudado por la voz de Fontão.
Sin embargo, el álbum también recibió críticas negativas. El revisor de Albumrock clasificó el álbum dos de cinco, acusándolo de sonar demasiado similar en todas partes, con las canciones que se describen como "desagradables". En la misma revisión, el expediente fue comparado a "un pedazo de cordero congelado". Otro crítico escribió que aunque ninguno de los temas se destacó como especialmente malo, el álbum dependió demasiado de sus influencias, alegando que la banda necesitaba "una dosis de decadencia" para distinguirlos de sus predecesores.

## Lista de canciones
Todas las canciones fueron escritas y compuestas por Stuck in the Sound.
| N.º | Título             | Duración |  |
| 1.  | «Zapruder»         | 3:43     |  |
| 2.  | «Ouais»            | 4:59     |  |
| 3.  | «Utah»             | 3:22     |  |
| 4.  | «Shoot Shoot»      | 3:44     |  |
| 5.  | «Teen Tale»        | 5:25     |  |
| 6.  | «Playback A.L.»    | 4:18     |  |
| 7.  | «Beautiful Losers» | 3:00     |  |
| 8.  | «What?!»           | 1:45     |  |
| 9.  | «Dirty Waterfalls» | 2:39     |  |
| 10. | «Erase»            | 3:48     |  |
| 11. | «Gore Machine»     | 3:32     |  |
| 12. | «I Love You Dark»  | 5:01     |  |

## Posicionamiento
| Lista                             | Posición |
| --------------------------------- | -------- |
| Lista de Álbumes franceses (SNEP) | 69       |

## Personal

### Stuck in the Sound
- José Reís Fontão – Voz principal, guitarra eléctrica
- François Ernie – Batería, coros
- Emmanuel Barichasse – Guitarra eléctrica, guitarra acústica, piano, teclados
- Arno Bordas – Bajo

### Personal adicional
- Stuck in the Sound – Producción
- Romain Della Valle – Grabación
- Nick Sansano – Mezclas, producción
- Ted Jensen – Masterización